# Josef Bernat (letec)
Josef Bernat (21. srpna 1915 Kojice – 30. května 2000 Whatton) byl pilot 311. československé bombardovací perutě RAF.

## Život

### Mládí a druhá světová válka
Absolvoval Vojenské letecké učiliště v Prostějově a sloužil poté v Československém letectvu. Po okupaci Československa se dostal přes Polsko do Francie, kde narukoval do Cizinecké legie. Po kapitulaci Francie byl evakuován do Velké Británie. Vstoupil do 311. československé bombardovací perutě britského Královského letectva. Absolvoval 39 bombardovacích náletů, působil poté jako instruktor pilotáže a v Kanadě jako učitel létání. V létě 1944 se vrátil do Británie a až do konce války sloužil u dopravního letectva.

### Život po roce 1945
Po návratu do Československa byl zaměstnán u vojenské letecké dopravy a jako pilot Československých aerolinií. V dubnu 1948 odešel do zálohy. 14. června 1948 emigroval spolu s dalšími důstojníky československého vojenského letectva (cestoval s nimi i generál Alois Šiška a další cestující) z Prahy letadlem do Manstonu. Nad kanálem La Manche začalo letounu docházet palivo, letadlo přistálo se zcela prázdnými nádržemi. Všichni pasažéři byli v Československu v nepřítomnosti odsouzeni za velezradu. Ve Velké Británii vstoupil znovu do řad RAF, kde působil až do roku 1970, kdy byl penzionován.

## Ocenění
Josef Bernat byl nositelem rumunského státního vyznamenání a držitelem řady československých a zahraničních vyznamenání.

### Vyznamenání
- Národní řád rumunské hvězdy (1947)
- Československý válečný kříž 1939 (čtyřnásobný nositel; poprvé 25.4.1941, podruhé 21.6.1941, další dva kříže 25.7.1941)
- Československá medaile Za chrabrost před nepřítelem (16.4.1941)
- Československá vojenská medaile za zásluhy, I. stupeň
- Pamětní medaile československé armády v zahraničí se štítky Francie a Velká Británie
- Záslužná letecká medaile (DFM, 15.9.1941) – za hašení hořícího letounu za letu a za přistání bez podvozku[2][7]
- Hvězda 1939–1945
- Evropská hvězda leteckých osádek
- Britská medaile Za obranu
- Válečná medaile 1939–1945

- Řád za letecké zásluhy (Rumunsko) – 1947, třída Zlatého kříže[8]
- Medaile Za hrdinství in memoriam, udělil prezident Petr Pavel (2023)